# Empresa General Artigas
A Empresa General Artigas, também conhecida pelo acrônimo EGA, é uma empresa de transportes rodoviários uruguaia sediada na cidade de Montevidéu.
Criada em 1979, a EGA iniciou suas atividades com uma linha regular ligando a capital uruguaia a cidade brasileira de Porto Alegre; posteriormente passou a oferecer viagens também até Santiago do Chile.
Hoje a empresa atua em diversos países do Mercosul. No Brasil a empresa presta serviços nas cidades de Florianópolis, Balneário Camboriú, Curitiba e São Paulo, além da já citada Porto Alegre.
A empresa é umas das 6 viações estrangeiras que atendem no Terminal Rodoviário do Tietê em São Paulo juntamente com a Crucero del Norte, Chile Bus, Ormeño, Sol del Paraguay e Nuestra Señora de La Assuncion.